# 劉試舉
劉試舉（？—1617年），字志荩，號葵宇，直隶順天府霸州人，明朝政治人物。

## 生平
万历十九年（1591年）辛卯科順天乡试舉人，三十二年（1604年）甲辰科进士，都察院觀政，三十三年授齐河县知县，本年调钜野知县，三十八年升南刑部主事，四十一年升郎中，四十三年升山东青州府知府，四十五年卒。

## 家族
曾祖劉鑑。祖父劉可用。父劉尚智，壽官。母馬氏。慈侍下。弟雲舉。娶胡氏，繼娶張氏。